# تازه‌آباد (بلبان‌آباد)
تازه‌آباد روستایی در دهستان سیس بخش بلبان‌آباد شهرستان دهگلان استان کردستان ایران است.

## جمعیت
بر پایه سرشماری عمومی نفوس و مسکن در سال ۱۳۹۵ جمعیت این روستا ۳۲۷ نفر (۱۰۰خانوار) بوده‌است.